# Nilotanypus minutus
Nilotanypus minutus är en tvåvingeart som först beskrevs av Tokunaga 1937.  Nilotanypus minutus ingår i släktet Nilotanypus och familjen fjädermyggor. Inga underarter finns listade i Catalogue of Life.